# Chloronia
Chloronia (лат.) — род насекомых из подсемейства Corydalinae семейства коридалид отряда большекрылых.
Chloronia — один из трех родов Corydalinae Нового Света, два других — Platyneuromus и Corydalus. Chloronia легко отличить по ярко-желтой окраске с черными пятнами, они распространены от юга Северной Мексики до востока Южной Америки. Chloronia часто населяют те же ручьи, что и Corydalus, но предпочитают более медленно текущие воды. Их личинки отличаются темной головой и четырьмя темными пятнами на переднеспинке.

## Виды
- Chloronia absona
- Chloronia antilliensis
- Chloronia banksiana
- Chloronia bogotana
- Chloronia convergens
- Chloronia corripiens
- Chloronia gaianii
- Chloronia gloriosoi
- Chloronia hieroglyphica
- Chloronia marthae
- Chloronia mexicana
- Chloronia mirifica
- Chloronia osae
- Chloronia pallida
- Chloronia pennyi
- Chloronia plaumanni
- Chloronia yungas
- Chloronia zacapa